# 4277 Holubov
4277 Holubov eller 1982 AF är en asteroid i huvudbältet som upptäcktes den 15 januari 1982 av den tjeckiske astronomen Antonín Mrkos vid Kleť-observatoriet i Tjeckien. Den är uppkallad efter Holubov i Tjeckien.
Asteroiden har en diameter på ungefär 10 kilometer.